# Miss Earth Colombia
Miss Earth Colombia (en español: Miss Tierra Colombia) es una organización de belleza colombiana, encargada de elegir, principalmente, a la representante de ese país en el certamen internacional Miss Earth, además de otros reinados de gran importancia como Miss Intercontinental, Miss Eco internacional y Miss Panamerican International.
Desde el año 2014, un número determinado de candidatas participan en el evento nacional, con el objetivo de obtener el título. Cada delegada representa a un parque nacional natural ubicado en su lugar de procedencia o, en su defecto, cercano a éste.
La actual Miss Earth Colombia es María Alejandra Camargo Jiménez, de Santander quien fue elegida mediante nombramiento.

## Historia
La participación de Colombia en el concurso Miss Earth inició en el año 2001, cuando una empresa, por el momento desconocida, adquirió la franquicia del naciente certamen de belleza filipino. Dicha compañía mantuvo su liderato hasta el año 2007, cuando la Agencia Portfolio Internacional, en cabeza de su presidente, el odontólogo Elías Tobón y la publicista Mara Borrego, tomaron la dirección y, con ella, la posibilidad de decretar o designar a la candidata que representaría al país en el evento.
Entre 2008 y 2013, la organización de Miss Earth Colombia siguió con la designación de sus delegadas, hasta que en 2014, se comenzó la planeación de lo que sería el concurso nacional, en el que se elige, por medio de un evento de elección y coronación, a la participante más opcionada para cumplir con el rol de llevar la banda de Colombia en Miss Earth y trabajar por salvaguardar los recursos del planeta, en función de distintas campañas de orden social y  ecológico durante su año de reinado.
Como dato adicional, las delegadas no representan a sus ciudades o departamentos de origen, sino a los Parques nacionales naturales de Colombia, con la idea de impulsar la Educación Ambiental y el Ecoturismo Sostenible, además de lograr que el público conozca todo lo relacionado con estas áreas protegidas a nivel nacional e internacional, debido a que Colombia se encuentra ubicado en el segundo lugar de los países más biodiversos del mundo.

## Ganadoras

### Listado de ganadoras[2]
| Año  | Miss Earth Colombia             | Procedencia / Residencia                 | Representación (parque nacional Natural) | Fecha de elección | Ciudad anfitriona    | Número de candidatas |
| 2007 | Mileth Johana Agámez López      | Sucre                                    | Designada                                | Designada         | Designada            | Designada            |
| 2008 | Mariana Rodríguez Merchán       | Valle del Cauca                          | Designada                                | Designada         | Designada            | Designada            |
| 2009 | Alejandra Castillo Múnera       | Bogotá, D.C.                             | Designada                                | Designada         | Designada            | Designada            |
| 2010 | Diana Marín Varela              | Valle del Cauca                          | Designada                                | Designada         | Designada            | Designada            |
| 2011 | Andrea DeVivo Creazzo           | La Guajira                               | Designada                                | Designada         | Designada            | Designada            |
| 2012 | Cindy Kohn Cybulkiewicz         | La Guajira                               | Designada                                | Designada         | Designada            | Designada            |
| 2013 | Diana Carolina Ortegón Vega     | Cundinamarca                             | Designada                                | Designada         | Designada            | Designada            |
| 2014 | Alejandra Villafañe Osorio †    | Valle del Cauca                          | Sierra Nevada de Santa Marta             | 30 de agosto      | Armenia              | 9                    |
| 2015 | Estefanía Muñoz Jaramillo       | Antioquia                                | Designada                                | Designada         | Designada            | Designada            |
| 2016 | Michelle Alejandra Gómez Bustos | Bogotá, D.C.                             | Sumapaz                                  | 13 de agosto      | Armenia              | 9                    |
| 2017 | María Juliana Franco Ramos      | Meta                                     | Serranía de la Macarena                  | 1 de septiembre   | Bogotá, D.C.         | 10                   |
| 2018 | Valeria María Ayos Bossa        | San Andrés, Providencia y Santa Catalina | Old Providence McBean Lagoon             | 23 de agosto      | Bogotá, D.C.         | 12                   |
| 2019 | Yenny Katherine Carrillo Zapata | Cesar                                    | Catatumbo Barí                           | 22 de agosto      | Bogotá, D.C.         | 16                   |
| 2020 | Natalia Andrea Romero Restrepo  | Valle del Cauca                          | Designada                                | Designada         | Designada            | Designada            |
| 2021 | Paulina "Pola" Ruiz Medina      | Bogotá, D.C.                             | Designada                                | Designada         | Designada            | Designada            |
| 2022 | Andrea Aguilera Arroyave        | Antioquia                                | Designada                                | Designada         | Designada            | Designada            |
| 2023 | Luz Adriana López Ayala         | Caquetá                                  | Serrania de Chiribiquete                 | 29 de abril       | Montenegro (Quindío) | 11                   |
| 2024 | Maria Alejandra Camargo Jiménez | Santander                                | Designada                                | Designada         | Designada            | Designada            |

### Resumen
Se tienen en cuenta exclusivamente las ocasiones en las que se realizó el evento nacional.
| Representación               | Títulos | Años |
| Serrania de Chiribiquete     | 1       | 2023 |
| Catatumbo Barí               | 1       | 2019 |
| Old Providence McBean Lagoon | 1       | 2018 |
| Serranía de la Macarena      | 1       | 2017 |
| Sumapaz                      | 1       | 2016 |
| Sierra Nevada de Santa Marta | 1       | 2014 |

## Representación internacional
Leyenda
     Ganadora
     Finalista
     Semifinalista
     Cuartofinalista

### Franquicias actuales

#### Miss Earth
| Año  | Miss Earth Colombia             | Posición            | Premio(s) especial(es) |
| 2007 | Mileth Johana Agámez López      |                     | |
| 2008 | Mariana Rodríguez Merchán       | Top 8               | Face of the Night |
| 2009 | Alejandra Castillo Múnera       | Top 8               | Best in Swimsuit (Top 5) Best in Long Gown (Top 10) |
| 2010 | Diana Marín Varela              |                     | |
| 2011 | Andrea DeVivo Creazzo           |                     | Miss Hannah Resort |
| 2012 | Cindy Kohn Cybulkiewicz         |                     | Miss Friendship (Grupo 1) |
| 2013 | Diana Carolina Ortegón Vega     |                     | Best in Swimsuit (Top 15) · Best Talent (Top 15) · Most Child Friendly (Grupo 1) |
| 2014 | Alejandra Villafañe Osorio †    | Top 16              | Best in Swimsuit (Grupo 2) |
| 2015 | Estefanía Muñoz Jaramillo       | Top 8               | Best in Evening Gown (Grupo 1) · Best in Swimsuit |
| 2016 | Michelle Alejandra Gómez Bustos | Miss Tierra - Aire  | Miss Boardwalk · Miss Boracay Body · Miss Earth Hannah (Top 10) · Best in Swimsuit (Grupo 2) |
| 2017 | María Juliana Franco Ramos      | Miss Tierra - Agua  | Miss Charmulets · Miss Photogenic · Intelligence and Environmental Awareness (Top 16) · Beauty of Face and Poise (Top 16) |
| 2018 | Valeria María Ayos Bossa        | Miss Tierra - Agua  | Best in Resort Wear (Grupo - Aire) |
| 2019 | Yenny Katherine Carrillo Zapata | Top 20              | Miss Samsung |
| 2020 | Natalia Andrea Romero Restrepo  |                     | |
| 2021 | Paulina Ruiz Medina             | Top 20              | Voter's Choice · Best Talent (categoría - canto) · Best in Casual Chic |
| 2022 | Andrea Aguilera Arroyave        | Miss Tierra - Fuego | Darling of the Press (América) · Best in Swimsuit (América) · Miss Photogenic (Grupo - Fuego) · Best in Swim Wear (Grupo - Fuego) · Best in Beach Wear (Grupo - Fuego) · Miss Earth - Water Ligao · Best in Long Gown (Grupo - Fuego) · Miss Spotlight · Best Eco Video (América) · Miss Earth Kumu |
| 2023 | Luz Adriana López Ayala         |                     | |
| 2024 | Maria Alejandra Camargo Jiménez |                     | |

#### Miss Landscapes International
| Año  | Representante              | Posición      | Premio(s) especial(es) |
| 2019 | Natalia Andrea Ramos Muñoz | 2.a finalista | Miss Pasarela          |

#### Miss Panamerican International
| Año  | Representante              | Posición      | Premio(s) especial(es) |
| 2018 | Estefanía Muñoz Jaramillo  | 4.a finalista | Miss Cultura           |
| 2019 | María Paula Castillo López | 4.a finalista | Miss Fotogénica        |
| 2023 | Gabriela Maldonado         |               |                        |

#### Miss Environment Internacional
| Año  | Representante              | Posición      | Premio(s) especial(es)    |
| 2023 | Juliana Aristizábal Briñez | 6.a finalista | Best Swimsuit Competition |

#### Miss Eco Internacional
Anteriormente denominado Miss Eco Universo, la Organización Miss Earth Colombia tuvo la franquicia en los años 2016 y 2017, luego en 2018 la franquicia fue cedida a independientes, entre 2019 a 2023 Colombia no participó en el certamen por falta de franquiciante, en 2022 se anuncia que la Organización Prime Models adquirió la Franquicia el cual fue designada la ganadora del certamen de belleza Ángela Bonilla pero debido a incumplimientos por parte del empresario Luis Chennier Molina no pudo participar, en 2023 la franquicia la retoma nuevamente la organización Miss Earth Colombia.  
| Año  | Representante                     | Posición | Premio(s) especial(es)                                      |
| 2016 | Piedad Alexandra Herrera Avendaño | Top 16   | Mejor en Resort Wear (Top 10) Mejor Traje Nacional (Top 10) |
| 2017 | Brenda Barbosa Arzuza             |          |                                                             |
| 2024 | Stephany Silva Castrillón         | Top 21   |                                                             |

### Franquicias anteriores

#### Miss Supranacional
Esta franquicia estuvo en manos de Miss Earth Colombia desde 2011 hasta 2016, siendo obtenida tiempo después por el Concurso Nacional de Belleza. De 5 candidatas enviadas, 3 lograron clasificar.
| Año  | Representante            | Posición      | Premio(s) especial(es)          |
| 2011 | Tania Zuluaga            | Top 20        |                                 |
| 2012 | No compitió              | No compitió   | No compitió                     |
| 2013 | Isabel Cristina Asprilla |               |                                 |
| 2014 | Marilyn Mora Jiménez     | Top 10        |                                 |
| 2015 | Mónica Castaño Agudelo   | 2.a finalista | Top Model Mejor cuerpo (Top 10) |
| 2016 | Lorena De Lima Arroyo    |               |                                 |

#### Miss Grand Internacional
| Año  | Representante                    | Posición      | Premio(s) especial(es)          |
| 2013 | Carolina Gonzales Betancourth    | Top 20        |                                 |
| 2014 | Mónica Castaño Agudelo           | 4.a finalista | Mejor en traje de baño (Top 20) |
| 2015 | Gisella Correa Córdoba           |               |                                 |
| 2016 | Juliana Margarita Flórez Herrera |               |                                 |
| 2017 | Francy Yurany Castaño Suárez †   |               |                                 |

#### Miss Intercontinental
Miss Earth Colombia obtuvo la franquicia en el año 2017; anteriormente, ésta pertenecía al Concurso Nacional de Belleza. La candidata que ocupaba el segundo lugar en el certamen nacional, es quien gana la oportunidad de representar a Colombia en Miss Intercontinental, en 2024 la franquicia nacional pasa a manos de la organización Nuestra Belleza Colombia.
| Año  | Representante              | Posición      | Premio(s) especial(es)                                        |
| 2017 | Lizeth Mendieta Villanueva | 4.a finalista | Mejor en traje de baño (Top 6) Mejor vestida (2.ª finalista)  |
| 2018 | Hillary Hollmann del Prado | 3.a finalista | Miss Intercontinental Sudamérica Miss Playa Catalagan (Top 5) |
| 2019 | Betania Rojas Rincón       | Top 20        | Miss Sunrise Resort                                           |
| 2021 | María Paula Castillo López | 5.a finalista | Miss Intercontinental Sudamérica                              |
| 2022 | Estefanía Muñoz Jaramillo  | Top 20        |                                                               |
| 2023 | Marelis Salas Julio        | 4.a finalista | Mejor Cuerpo Miss Intercontinental Sudamérica                 |